# گیم آواردز ۲۰۱۵
جوایز بازی ۲۰۱۵ (انگلیسی: The Game Awards 2015) نام مراسم اهدا جوایز به بهترین بازی‌های سال ۲۰۱۵ می‌باشد. این برنامه در تئاتر مایکروسافت در لس آنجلس در ۳ دسامبر ۲۰۱۵ برگزار شد. در این مراسم بهترین بازی سال ویچر ۳: شکار وحشیانه شد همچنین این بازی بیشترین جوایز را به همراه راکت لیگ و متال گیر سالید ۵: فانتوم پین در این مراسم با دریافت دو جایزه بدست آورد. 

## بازی های معرفی شده
بازی های معرفی شده به صورت پیش نمایش که قصد انتشار در آینده را دارند در این مراسم معرفی شدند که به شرح زیر است.
- فار کرای کهن
- آنچارتد ۴: عاقبت یک دزد
- فرار کوانتومی
- شهروند ستاره
- بتمن: سریال تل‌تیل
- مردگان متحرک: میشون
- راکت لیگ (نسخه اکس باکس وان)

## نامزدهای جوایز اصلی
| بهترین بازی سال | بهترین شرکت سازنده |
| --- | --- |
| - ویچر ۳: شکار وحشیانه – سی‌دی پروجکت - بلادبورن – فرام سافتور - فال‌اوت ۴ – بتزدا سافت‌ورکز - متال گیر سالید ۵: فانتوم پین – کوجیما پروداکشنز - سوپر ماریو میکر – نینتندو                              | - سی‌دی پروجکت - بتزدا سافت‌ورکز - فرام سافتور - کوجیما پروداکشنز - نینتندو |
| بهترین بازی مستقل | بهترین بازی موبایل |
| - راکت لیگ – سایونیکس - Axiom Verge – Tom Happ - داستان او – سم بارلو - اوری و جنگل کور – مون استدیوز - آندرتیل – توبی فاکس                                                                          | - لارا کرافت گو – اسکوئر انیکس - داونول – موپین - فال‌اوت شلتر – بتزدا سافت‌ورکز - مانستر هانتر ۴ – کپ‌کام - Pac-Man 256 – Hipster Whale |
| بهترین داستان | بهترین کارگردان هنری |
| - داستان او – سم بارلو - لایف ایز استرنج – دونت‌ناد انترتینمنت - قصه‌های از سرزمین‌های مرزی – تل‌تیل گیمز - ویچر ۳: شکار وحشیانه – سی‌دی پروجکت - آنتیل داون – سوپرمسیو گیمز                              | - اوری و جنگل کور – مون استدیوز - بتمن: شوالیه آرکهام – راک‌استدی استودیوز - بلادبورن – فرام سافتور - متال گیر سالید ۵: فانتوم پین – کوجیما پروداکشنز - ویچر ۳: شکار وحشیانه – سی‌دی پروجکت                                                                  |
| بهترین موسیقی متن | بهترین عملکرد |
| - متال گیر سالید ۵: فانتوم پین – کوجیما پروداکشنز - فال‌اوت ۴ – بتزدا سافت‌ورکز - هیلو ۵: نگهبانان – ۳۴۳ اینداستریز - اوری و جنگل کور – مون استدیوز - ویچر ۳: شکار وحشیانه – سی‌دی پروجکت               | - Viva Seifert در نقش هانا اسمیت – داستان او - اشلی برچ در نقش کلوئی پرایس – لایف ایز استرنج - کامیلا لودینگتون در نقش لارا کرافت – قیام مهاجم مقبره - داگ کاکل در نقش گرالت از ریویا – ویچر ۳: شکار وحشیانه - مارک همیل در نقش جوکر – بتمن: شوالیه آرکهام |
| تاثیرگذارترین بازی | بهترین بازی اکشن |
| - لایف ایز استرنج – دونت‌ناد انترتینمنت - Cibele – Star Maid Games - داستان او – سم بارلو - Sunset – Tale of Tales - آندرتیل – by Toby Fox                                                            | - Splatoon – نینتندو - ندای وظیفه: بلک اپس ۳ – تری‌آرک - Destiny: The Taken King – بانجی - هیلو ۵: نگهبانان – ۳۴۳ اینداستریز - جنگ ستارگان جبهه نبرد – ئی‌ای دایس                                                                                            |
| بهترین بازی ماجراجویی | بهترین بازی نقش آفرینی |
| - متال گیر سالید ۵: فانتوم پین – کوجیما پروداکشنز - اساسینز کرید: سندیکا – یوبیسافت - بتمن: شوالیه آرکهام – راک‌استدی استودیوز - اوری و جنگل کور – مون استدیوز - قیام مهاجم مقبره – کریستال داینامیکس | - ویچر ۳: شکار وحشیانه – سی‌دی پروجکت - بلادبورن – فرام سافتور - فال‌اوت ۴ – بتزدا سافت‌ورکز - ستون‌های ابدیت – آبسیدین انترتینمنت - آندرتیل – توبی فاکس |
| بهترین بازی مبارزه ای | بهترین بازی خانوادگی |
| - مورتال کامبت اکس – ندررلم استودیوز - Guilty Gear Xrd –SIGN– – آرک سیستم - Rise of Incarnates – باندای نامکو انترتینمنت - Rising Thunder – Radiant Entertainment                                    | - سوپر ماریو میکر – نینتندو - دیزنی بینهایت ۳٫۰ – نینجا تئوری - Lego Dimensions – Traveller's Tales - Skylanders: SuperChargers – بیناکس - Splatoon – نینتندو                                                                                              |
| بهترین بازی ورزشی | بهترین بازی چندنفره |
| - راکت لیگ – سایونیکس - فیفا ۱۶ – الکترونیک آرتس کانادا - فورتزا موتوراسپورت ۶ – Turn 10 Studios - ان‌بی‌ای ۲کا۱۶ – Visual Concepts - فوتبال تکاملی حرفه‌ای ۲۰۱۶ – کونامی                               | - Splatoon – نینتندو - ندای وظیفه: بلک اپس ۳ – تری‌آرک - Destiny: The Taken King – بانجی - هیلو ۵: نگهبانان – ۳۴۳ اینداستریز - راکت لیگ – سایونیکس |

### تعداد نامزدها
| تعداد نامزدی ها | نام بازی                     |
| --------------- | ---------------------------- |
| ۶               | ویچر ۳: شکار وحشیانه         |
| ۴               | داستان او                    |
| ۴               | متال گیر سالید ۵: فانتوم پین |
| ۴               | اوری و جنگل کور              |
| ۳               | بتمن: شوالیه آرکهام          |
| ۳               | بلادبورن                     |
| ۳               | فال‌اوت ۴                     |
| ۳               | هیلو ۵: نگهبانان             |
| ۳               | لایف ایز استرنج              |
| ۳               | راکت لیگ                     |
| ۳               | آندرتیل                      |
| ۲               | ندای وظیفه: بلک اپس ۳        |
| ۲               | قیام مهاجم مقبره             |
| ۲               | سوپر ماریو میکر              |

| تعداد جوایز | نام بازی                     |
| ----------- | ---------------------------- |
| ۲           | ویچر ۳: شکار وحشیانه         |
| ۲           | متال گیر سالید ۵: فانتوم پین |
| ۲           | راکت لیگ                     |
| ۲           | داستان او                    |